# Gino Nebiolo
Gino Nebiolo (Moncalvo, 9 dicembre 1924 – Roma, 5 gennaio 2017) è stato un giornalista e scrittore italiano; nel 1962 gli venne assegnato il "Premio Saint Vincent per il giornalismo", fu il primo giornalista occidentale ad avere il permesso di recarsi nella Cina maoista.
Durante lo svolgersi dei più importanti avvenimenti internazionali di oltre un ventennio, fu inviato speciale all'estero anche per conto di Rai TV della quale fu per anni collaboratore.

## Biografia
Nacque in una famiglia di contadini, vignaioli da generazioni nel Monferrato, fin da ragazzo aveva in mente di rompere la tradizione e fare il giornalista. Nel 1942, terminata l’istruzione secondaria, si iscrisse all’Università di Torino e, per mantenersi agli studi, tentò invano di essere assunto presso  “La Stampa”. Nel novembre 1943, chiamato alle armi dalla Repubblica di Salò, preferì aggregarsi avventurosamente alla "Settima divisione Monferrato" dei partigiani Autonomi liberal monarchico-cristiani al comando del Conte Sergio Cotta, nome di battaglia Gabriele.

Subito dopo la liberazione entrò come praticante nel piccolo quotidiano democristiano "Popolo Nuovo", organo della Democrazia Cristiana regionale, sostenuto da Carlo Donat Cattin che aveva conosciuto nelle formazioni partigiane. che lo 
invita a lavorare presso la Gazzetta del Popolo, diretta allora da Massimo Caputo, dove Nebiolo si occupò di cronaca nera.
La mattina del 4 maggio 1949 ricevutane informazione, assieme a Vittorio Pozzo, fu tra i primi a giungere sul piazzale della Basilica di Superga per dare notizia della Tragedia di Superga. L'articolo che scrisse in fretta gli aprì le porte de "La Stampa".. Addetto alla cronaca, come primo pezzo pensò di intervistare qualcuno dei reduci della catastrofe dell'Armir che cominciavano a rimpatriare dall'Unione Sovietica dopo lunga prigionia. Alla stazione di Bolzano incontrò, lacero e febbricitante, il generale Etelvoldo Pascolini, ne raccolse una drammatica testimonianza che trascrisse angosciato dalla propria incapacità a descrivere i sentimenti di quell'uomo. L'articolo fu lodato da Giulio De Benedetti direttore del quotidiano. Continuò a lavorare a "La Stampa" fino ai primi mesi del 1961, quando Carlo Donat Cattin gli propose di passare alla "Gazzetta del Popolo" in da poco acquistata per conto del proprio partito da Teresio Guglielmone, senatore della Democrazia Cristiana. a comperarne la testata il cui direttore ora è Arturo Chiodi. Nebiolo si trovò a lavorare a fianco di giornalisti come Paolo Cavallina, Angelo del Boca, Lorenzo Mondo, Alberto Baini, Ugo Ronfani, Stelio Tomei.
Nel novembre di quell'anno venne inviato in Congo. Pochi giorni addietro tredici aviatori italiani erano stati uccisi in quello che fu chiamato l'Eccidio di Kindu. Da qui si recò poi nell'adiacente Provincia del Katanga dove fu testimone degli avvenimenti che diedero avvio alla lunga Crisi del Congo. I suoi servizi dall'Africa gli valsero il Premio Saint-Vincent per il giornalismo nella sua dodicesima edizione 1961.
 Nella primavera 1962 fu inviato ad Algeri in occasione della firma dell'armistizio tra Francia e Algeria dopo la lunga battaglia di Algeri. Dietro suggerimento di Giorgio Vecchiato, nuovo direttore della "Gazzetta", vi fa ritorno nel luglio 1962 per presenziare ai festeggiamenti per la costituzione della repubblica algerina. Qui incontra Ciu En Lai, primo ministro c] dal quale, aiutato dal presidente algerino Ben Bella che aveva precedentemente conosciuto, ottenne il permesso a visitare il suo paese. Partì nel dicembre 1962 ma prima fece una sosta in India allo scopo di intervistare il Dalai Lama Tenzin Gyatso da poco profugo in un luogo indiano di montagna mentre infuriava la guerra tra Cina e India. Giunse a Canton nel gennaio 1963, primo giornalista del mondo occidentale, con un permesso di un anno rinnovabile. Ritornò in Italia nell'autunno del 1965 dopo l'inizio attivo della "Rivoluzione culturale" cinese delle "guardie rosse". Nel 1966 Ettore Bernabei lo convocò nel proprio ufficio direttivo della Rai TV di Roma per proporgli di passare dalla carta stampata alla televisione. Nebiolo accettò la sfida seppure con iniziale riluttanza e offrì la sua collaborazione con la Rai nell'ambito dei "Programmi culturali" degli anni '60 - '70. Curò per una stagione il "rotocalco televisivo" "G7" e, su invito di Willy de Luca, l'analogo "TV7" per alcune stagioni. Per qualche anno fu direttore della trasmissione per ragazzi "TV Junior", dal 1977 al 1981 fu direttore della rivista Radiocorriere TV. Nel corso di questo lungo impegno televisivo fu anche inviato speciale in varie parti del mondo, lavorando a fianco di Andrea Barbato e Antonio Cifariello; così, durante la primavera di Praga nel maggio 1968 fu in quella città per intervistare Dubček; nel dicembre di quello stesso anno partì per Saigon per testimoniare de visu la guerra del Vietnam; nel 1974 fu in Etiopia per intervistare l'appena deposto Negus Hailé Selassié.; ancora nel 1974, dopo la rivoluzione dei garofani partì per Parigi allo scopo di intervistare Mario Soares che, sfuggito al carcere di Antonio Salazar, ormai insegnava alla Sorbona. Ancora nel '74 venne nominato responsabile della redazione Rai di Torino. Nel 1979, forse spinto da curiosità giornalistica, ebbe la leggerezza o ingenuità politica di entrare nella loggia massonica P2. Nel maggio 1981, dopo la pubblicazione delle liste di appartenenza, scoprì di essere « [...] entrato in un vulcano...»; perse lavoro, incarichi e amici. Poi, per quanto lo riguardava, « [...] la tempesta si placò...». Ignorato dalla magistratura la Rai gli propose di lavorare nella sede dislocata de Il Cairo, con sfera di azione sul medio oriente. Infatti pochi mesi dopo partì con l'operatore di "Rai TV" Tomei per documentare da vicino la guerra civile in Libano. In quei mesi nel Libano registrò anche un colloquio-intervista con un paio di ufficiali degli Hezbollah La sua ultima intervista fu quella a Oriana Fallaci

Morì a 92 anni nella sua casa di Roma il 5 gennaio 2017.

## Opere
- "La Cina dei cinesi - 25 anni di grafica rivoluzionaria", prefazione di Giuseppe Fiori, Ivrea, Tipografia Priuli & Verlucca.
- "La spada del contadino - canti popolari cinesi dalla guerra dell'oppio a oggi", Firenze, Sansoni, 1983.
- "Gli italiani a Beirut - storia e cronaca della missione di pace in Libano", Milano, Bompiani, 1984.
- "Lasciapassare - racconti di viaggio", Torino, Editoriale S.E.I., 1984.
- "La seconda vita - ultimo tango di Evita Peron", Milano, Rizzoli, 1984, ISBN 884-5229-521.
- "Ucciderò Colombo", Milano, Cairo Publishing srl, 2007, ISBN 978-88-6052-3587.
- "Soldati e spie", Milano, Cairo Publishing srl, 2011, ISBN 978-88-6052-3587.
- "Il giro del mondo in 50 anni", Milano, Cairo Publishing srl, 2013, ISBN 978-88-6052-486-7.
- "Avete contato bene le dita? - confessioni semiserie di un nonno alle prime armi", Milano, Rizzoli, 2015, ISBN 978-88-17080-378.